# 牡蠣の王女
『牡蠣の王女』（かきのおうじょ、原題: Die Austernprinzessin）は、1919年に製作・公開されたエルンスト・ルビッチ監督のドイツの無声映画である。

## あらすじ
宮殿のように多数の従僕に取り巻かれて暮らしている牡蠣王クエーカーの娘オッシーは、靴クリーム王の娘が伯爵と婚約したことがうらやましく、家中の家具を壊しまくっている。結婚相談所でプリンスを紹介されるが、当の貧乏貴族のヌッキは同居している友人のジョゼフにまずは下見に行かせる。ところがジョゼフは本人になりすまし、急ぐオッシーとすぐさま結婚式を挙げてしまう。風采の上がらぬジョゼフは式場でスピーチを迫られ、「こんなおいしい料理は今まで食べたことがありません」などというような人間で、オッシーも全く相手にしないでいる。慈善事業でアルコール中毒者の世話をしているオッシーは、したたかに酔っぱらってたまたま会場に紛れ込んで来たヌッキの世話をして、たちまち恋に陥り自宅につれ帰る。そこでヌッキがほんとうの夫だとわかり、ふたりは喜びにつつまれる。

## キャスト
- アメリカの牡蠣王クエーカー - ヴィクトール・ヤンソン
- 牡蠣王の娘 - オッシー・オスヴァルダ
- 貴族ヌッキ - ハリー・リートケ
- ヌッキの友人ジョゼフ - ユリウス・ファルケンシュタイン